# Lukaner
Lukaner, ibland även lukanier, var ett italiskt folk som talade det italiska språket oskiska. Enligt Plinius d.ä. bestod lukanerna i sin tur av ett flertal mindre folk. Lukanerna hade sin bosättning i Lukanien, nuvarande Basilicata, och drev de stammar som tidigare bott där framförallt, enotrier, in i det bergiga inlandet. Lukanien begränsades av floderna Sele, Bradano, Laos och Crati. Lukanernas städer låg oftast på bergstoppar och höjder och de levde huvudsakligen på fårskötsel. De dyrkade Mamerto och Mefitis.  
I början av fyrahundratalet f.Kr expanderade lukanerna mot sydväst och kom på så sätt i konflikt med grekerna, framförallt Syracusa. Detta ledde till att lukanerna började expandera österut, och kom i konflikt med Taranto, som valde att ta hjälp av Alexander I av Epirus. Alexander erövrade senare Heraklea Lucania från lukanerna. Lukanerna erövrade även staden Paestum på 300-talet f.Kr.
Under det andra samnitiska kriget (326–304 f.Kr.)) växlade lukanerna mellan att vara allierade med Rom och med samniterna. Detta berodde på splittringar i folkgruppen som lett till olika falanger. Lukanerna var inblandade även i det tredje samnitiska kriget (298–290 f.Kr.). 
Senare attackerade lukanerna staden Thurii med stöd av Taranto. Thurii bad romarna om hjälp mot lukanerna 285 f.Kr. och 282 f.Kr. Detta var inledningen till de pyrriska kriget där Rom stod mot Taranto, lukanerna, samniterna, bruttier och Epirus kung Pyrrhus. Vid Heraklea i Lukanien mötte den romerska armén Pyrrhus armé där bland annat tjugo stridselefanter ingick. Även om Pyrrhus vann slaget, mycket beroende av romarnas rädsla för elefanterna, förlorade man kriget. Sedan blev man socii, det vill säga allierade med Rom, vilket innebar att man fick behålla sina seder och samhällststrukturer, men man nekades romerskt medborgarskap, vilket senare kom att leda till ytterligare konflikter.    
Slaget vid Cannae under det andra puniska kriget (218–202 f.Kr.) ledde till att lukanerna, liksom andra städer och folkgrupper i syditalien, valde att bli bundsförvanter med Hannibal. Detta var förmodligen av praktiska skäl: efter slaget vid Cannae var romarna mycket defensiva och lukanerna ville förhindra plunding och förstörelse av sitt område. Detta ledde till att Lukanien skövlades av båda sidor. Efter det andra puniska kriget blev lukanerna återigen allierade med Rom. 
Lukanerna, liksom andra italiska folk, ville ha utökade rättigheter som romerska medborgare, istället för att vara allierade med Rom. Konflikten eskalerade till bundsförvantskriget (91–88 f.Kr.), som Rom vann. Samniter och lukaner var de sista folkslag att underkasta sig Rom, och det dröjde ett tag innan de fick romerskt medborgarskap. 
Även i konflikten mellan Marius och Sulla (82 f.Kr.) blev lukanerna inblandade. Lukanerna besegrades under slaget vid Porta Collina, och detta blev det slutgiltiga nederlaget för lukanerna. Enligt samtida källor (Strabon) blev Lucanien i stort sett ödelagt efter krigen och lukanerna reste sig aldrig igen som autonomt folk utan de blev romaniserade.